# Ignaz Vitzthumb

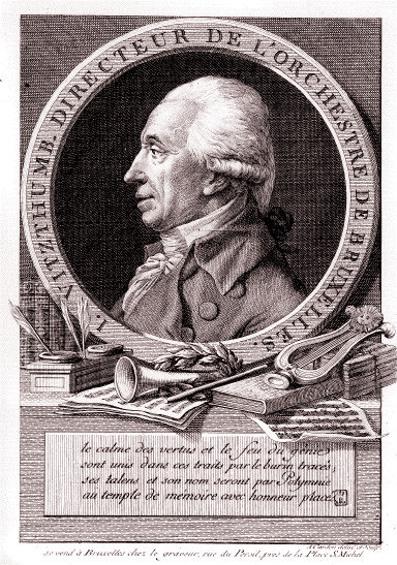
Ignaz Vitzthumb, gravure van Cardon de Oude (circa. 1785). Brussel, Koninklijke Bibliotheek van België.

Ignaz (of Ignace) Vitzthumb (Baden bei Wien, 14 september 1724 - Brussel, 23 maart 1816) was een musicus, componist en dirigent.
Nadat hij op tienjarige leeftijd in Brussel was aangekomen, trad hij in dienst bij aartshertogin Maria Elisabeth van Oostenrijk als koorknaap. Hij genoot een opleiding bij Jean-Joseph Fiocco, toenmalige zangmeester van de hofkapel, en trad als paukenslager op zestienjarige leeftijd bij het hof in dienst; die betrekking behield hij veertig jaar, samen met andere functies. Na de Oostenrijkse Successieoorlog, waaraan hij deelnam in het regiment van de Hongaarse huzaren, kwam hij in Brussel terug en werd hij lid van verschillende Brusselse rederijkerskamers en burgerlijke gezelschappen die zowel in het Frans als in het Nederlands speelden. Hij was er violist, dirigent en ook theaterdirecteur. Hij was ook lid van het Concert bourgeois.
Vanaf 1761 trad hij in dienst bij de Muntschouwburg als componist en maître de musique. In 1772 kreeg hij, samen met de zanger Louis Compain de leiding over de schouwburg. Van 1774 tot 1777 stond hij alleen aan het hoofd van de schouwburg. Deze periode was een van de meest vruchtbare van de Muntschouwburg en reizigers zoals Charles Burney staken hun bewondering voor de artiesten van de schouwburg, zowel toneelspelers als orkestleden, niet onder stoelen of banken. De onderneming eindigde echter in een bankroet en Vitzthumb zag zich ertoe verplicht de leiding over de instelling op te geven, maar niet de functie van orkestmeester.
Zijn functies werden opgeschort in 1791 omwille van zijn betrokkenheid bij het oproer tegen keizer Jozef II. Vitzthumb verliet Brussel voor Amsterdam waar hij de betrekking van maître de musique aan het "Collège dramatique et lyrique" kreeg. Het volgende jaar werd hij ernstig ziek en keerde hij naar Brussel terug bij zijn zoon Paul. Hij stierf aldaar in 1816, op 92-jarige leeftijd.

## Werken
- Bewaarde werken
  - Céphalide ou les Autres mariages samnites, libretto van prins Karel-Jozef de Ligne (1777)
  - Lamentaties van Jeremia voor de Heilige Week (in handschrift)
  - Symfonieën (in handschrift)
  - Sinfonia a più stromenti
  - Bloemlezing van opera-aria’s (bewerkingen voor 14 bloemlezingen, 1775-1786)

- Verloren werken
  - La Fausse esclave (1761)
  - L'Éloge de la vertu ou le Tribut des cœurs, libretto van Louis Compain (1761)
  - Le Soldat par amour, met Pieter van Maldere, libretto van Jean-François de Bastide (1766)
  - La Foire de village, libretto van François-Xavier Pagès (1786)

- Bibliothèque nationale de France: cb16440875m (data)
- Gemeinsame Normdatei: 138934436
- International Standard Name Identifier: 0000 0004 6209 9499
- Library of Congress Control Number: no2018047935
- MusicBrainz: a7f056fb-9f46-4aea-9bcd-196ce8fe9f1c
- Virtual International Authority File: 95542794
- WorldCat: E39PBJfxfxDtqFjccPhHVk94bd